# Piotr Obrączka
Piotr Paweł Obrączka (ur. 24 września 1941 w Bytomiu) – polski literaturoznawca, profesor zwyczajny.

## Życiorys
W rodzinnym mieście, gdzie do dzisiaj mieszka, ukończył Szkołę Podstawową im. Mikołaja Kopernika oraz Liceum Ogólnokształcące im. Jana Smolenia. W latach 1960–2010 był związany z uczelnią opolską (najpierw z Wyższą Szkołą Pedagogiczną, później z Uniwersytetem Opolskim) kolejno jako: student filologii polskiej, asystent-stażysta, doktorant, starszy asystent, adiunkt, docent, profesor nadzwyczajny, profesor zwyczajny. Doktoryzował się pod kierunkiem prof. Władysława Studenckiego na Wydziale Filologiczno-Historycznym WSP w Opolu (1970), habilitował na Wydziale Filologicznym Uniwersytetu Wrocławskiego (1983). W latach 1989–1991 był lektorem języka polskiego i kultury polskiej w Instytucie Kształcenia Tłumaczy Uniwersytetu Wiedeńskiego. Pod jego kierunkiem powstało 150 prac magisterskich oraz pięć rozpraw doktorskich. Był promotorem doktoratu honoris causa Adama Hanuszkiewicza (2001).
Jego zainteresowania naukowe dotyczą literatury okresu Młodej Polski (zwłaszcza twórczości Jana Augusta Kisielewskiego), twórczości Zygmunta Kisielewskiego, a przede wszystkim stosunków literackich polsko-niemieckich ze szczególnym uwzględnieniem recepcji literatury niemieckojęzycznej w Polsce.
Jest autorem kilkunastu książek, m.in. Studia nad życiem i twórczością Jana Augusta Kisielewskiego, Opole 1973; Literatura niemiecka w czasopismach polskich końca XIX w. (1887–1900), Opole 1983;  Z problemów czasopiśmiennictwa Młodej Polski (W kręgu krakowskiego "Życia", "Krytyki" i "Chimery"), Opole 1988 (współautor: Władysław Hendzel);  Literatura niemiecka w czasopismach polskich początku XX w. (1901–1914), Opole 1990; W kręgu Młodej Polski, Opole 1994; Literatura niemieckojęzyczna w Polsce 1887–1914. Bibliografia przekładów, Opole 1999; Tak na spas übersetzowane. Doktora Haasego żartobliwe spolszczenia poezji niemieckiej, Opole 2002; Od Ordona do Szymanowskiego, Opole 2005; Żartobliwe spolszczenia poezji niemieckiej, Wrocław-Drezno 2008; Bytomskie tematy, Bytom 2011. Między Bytomiem a Opolem, Bytom 2014; O nadburmistrzu Brűningu i inne szkice, Bytom 2015; Pisarz zapomniany. O życiu i twórczości Zygmunta Kisielewskiego, Kielce 2016; Honorowi Obywatele Miasta Bytomia, Bytom 2017; Teksty bytomskie i opolskie, Kielce 2019. 
Opracowania redakcyjne m.in.: Na przełomie wieków... Studia i szkice ofiarowane Profesorowi Zdzisławowi Piaseckiemu w czterdziestolecie pracy naukowej, Opole 2003 (współredaktor: Władysław Hendzel); Teatr i dramat polski XIX i XX wieku. Studia i szkice, Opole 2004 (współredaktor: Władysław Hendzel);  Księga pamiątkowa ku czci Księdza Profesora dra hab. Bonifacego Miązka w 70.rocznicę urodzin, Londyn 2005 (współredaktor: Krzysztof A. Kuczyński); Powrót do domu. Księdzu Infułatowi prof. dr. hab. Bonifacemu  Miązkowi w 75. rocznicę urodzin. Księga Jubileuszowa, Łódź 2010 (współredaktorzy: Henryk Kołodziejczyk, Krzysztof A. Kuczyński);  Profesor Władysław Studencki – patron bytomskiej biblioteki, Bytom 2012; Bonifacy Miązek, Od Kasprowicza do Miłosza. Studia z dziejów kultury i literatury, Kielce 2016 (współredaktor: Krzysztof A. Kuczyński); Bonifacy Miązek, W tych wierszach dojrzewa smutek... Poezje zebrane, Kielce 2019. Wydanie drugie, poprawione, Kielce 2022; Bonifacy Miązek, Zapiski autobiograficzne, Kielce 2021. Odznaczony m.in. Krzyżem Kawalerskim Orderu Odrodzenia Polski, Złotym Krzyżem Zasługi, Medalem Komisji Edukacji Narodowej, odznaką Zasłużonemu Opolszczyźnie i Medalem Miasta Bytomia.
W 2018 roku Rada Miejska Bytomia nadała mu tytuł Honorowego Obywatela Miasta Bytomia. W 2020 roku w wyborach prezydenckich poparł kandydaturę Andrzeja Dudy.